# Sonet 133 (William Szekspir)

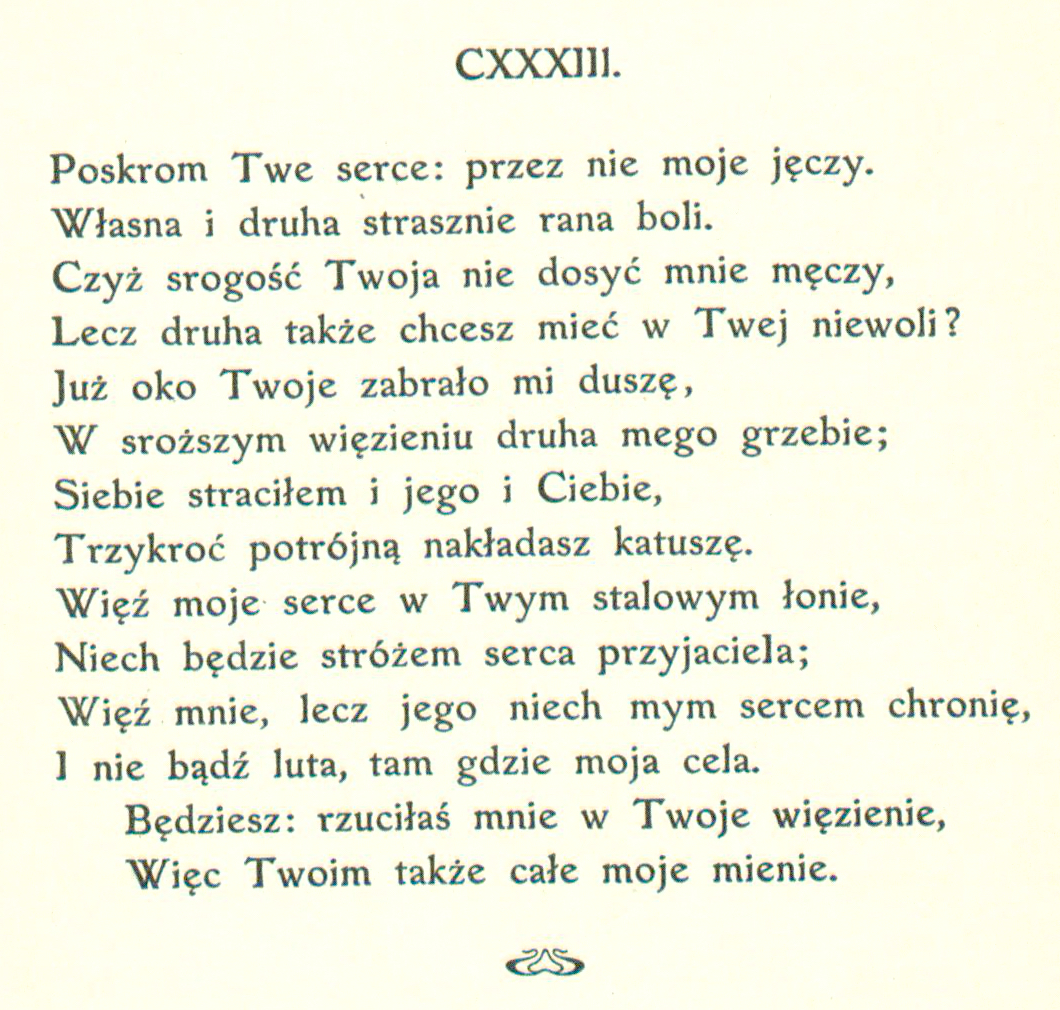
Pierwszy przekład sonetu 133 na język polski z 1913 przez ks. Marię Sułkowską.

Beshrew that heart that makes my heart to groan

For that deep wound it gives my friend and me!

Is't not enough to torture me alone,

But slave to slavery my sweet'st friend must be?

Me from myself thy cruel eye hath taken,

And my next self thou harder hast engrossed:

Of him, myself, and thee I am forsaken;

A torment thrice three-fold thus to be crossed.

Prison my heart in thy steel bosom's ward,

But then my friend's heart let my poor heart bail;

Whoe'er keeps me, let my heart be his guard;

Thou canst not then use rigour in my jail:

And yet thou wilt; for I, being pent in thee,
Perforce am thine, and all that is in me.

O, gore sercu, co w ból tak ponury

Topi me serce! Rani dłoń twa dzika

I mego druha! pocóż te tortury?

Przecz go w niewoli zmieniasz niewolnika?

Mnie odebrały mnie twe srogie oczy,

Me „ja“ najbliższe w mrok się większy grzebie,

Potrójna boleść trojako mnie tłoczy,

Straciłem jego i siebie i ciebie!

Zamknij me serce w kaźni swego łona,

Puść jego serce, me jest zań poręką,

Serce me wszędzie straż nad nim wykona

I ty przestaniesz ścigać mnie swą męką.

O, nie przestaniesz! Ja i to, co jaźni
Mej jest własnością, w twej jesteśmy kaźni.

Sonet 133 (incipit BEſhrew that heart that makes my heart to groane) – jeden z cyklu 154 sonetów autorstwa Williama Szekspira. Po raz pierwszy został opublikowany w 1609 roku.
W sonecie tym prawdopodobnie opisany jest taki sam problem emocjonalny, jak ten, z którym mamy w sonecie 40, 41 oraz 42, oraz być może również jest wspomniany sonecie 34 i 35.

## Treść
W sonecie tym podmiot liryczny, przez niektórych badaczy utożsamiany z autorem, wprowadzana kolejne komplikacje do swojego związku, gdyż Czarna Dama uwodzi również Młodzieńca, który nie tylko zostaje pochłonięty jej seksualnymi urokami, ale również się w niej zakochuje. Poeta ma nadzieję załagodzić sytuację, błagając, by jego własne serce mogło stać się poręczycielem Młodzieńca i że wystarczy, aby tylko jeden z nich został przez nią uwięziony. Jednakże natychmiast zdaje sobie sprawę, że jego Czarna Dama będzie tak samo jednocześnie surowa i frywolna dla Młodzieńca, jak dla niego. Dlatego czuje potrójną stratę Czarnej Damy, bo Młodzieniec ją zabrał, Młodzieńca, bo ona go zabrała, i jego samego, bo nie panuje już nad własnymi uczuciami. Strata ta jest dodatkowo zwiększona, ponieważ każdy z uczestników cierpi w podobny sposób lub ma niszczycielską moc w potrójnym związku.

## Polskie przekłady
| 1913 |  | Poskrom Twe serce: przez nie moje jęczy.   |  | Maria Sułkowska     | [ 10 ] |
| 1922 |  | O, gore sercu, co w ból tak ponury         |  | Jan Kasprowicz      | [ 4 ]  |
| 1948 |  | Klnę temu sercu, które zwycięża me serce   |  | Władysław Tarnawski | [ 11 ] |
| 1968 |  | Biada sercu co sprawia, że mnie serce boli |  | Marian Hemar        | [ 12 ] |
| 1979 |  | Przeklnij swe serce, gdyż me serce jęczy;  |  | Maciej Słomczyński  | [ 13 ] |
| 2011 |  | Przeklęte serce, które moje rani           |  | Stanisław Barańczak | [ 7 ]  |
| 2015 |  | Przekleństwo sercu, co jęk wyrwie z mego   |  | Ryszard Długołęcki  | [ 14 ] |